# Rhampholeon
Rhampholeon (карликовий хамелеон) — рід ігуаноподібних ящірок родини хамелеонових (Chamaeleonidae). Представники цього роду мешкають в Східній і Центральній Афрриці.

## Опис
Представники роду Rhampholeon — це дрібні хамелеони, довжина яких зазвичай не перевищує 10 см. Найбільшим представником роду є Rhampholeon spinosus довжиною 10 см, а найменшим — Rhampholeon uluguruensis довжиною менше 5 см (враховуючи хвіст). Самці зазвичай є меншими за самиць. Тіло у карликових хамелеонів сплющене з боків, листоподібне, кінцівки дуже тонкі. Хвіст короткий, товстий, майже не чіпкий.
Карликові хамелеони живуть у вологих, густих тропічних лісах у високогір'ях, хоча деякі види віддають перевагу більш сухим і відкритим місцевостям. Вони зазвичай зустрічаються на землі, серед трави і опалого листя, або в чагарникових заростях невисоко над землею. Багатьом представникам роду Rhampholeon загрожує знищення і фрагментація природних середовищ.

## Види
Рід Rhampholeon нараховує 25 видів:
- Rhampholeon acuminatus Mariaux & Tilbury, 2006
- Rhampholeon beraduccii Mariaux & Tilbury, 2006
- Rhampholeon boulengeri Steindachner, 1911
- Rhampholeon bruessoworum Branch, Bayliss & Tolley, 2014
- Rhampholeon chapmanorum Tilbury, 1992
- Rhampholeon colemani Menegon, Lyakurwa, Loader, & Tolley, 2022
- Rhampholeon gorongosae Broadley, 1971
- Rhampholeon hattinghi Tilbury & Tolley, 2015
- Rhampholeon marshalli Boulenger, 1906
- Rhampholeon maspictus Branch, Bayliss & Tolley, 2014
- Rhampholeon moyeri Menegon, Salvidio & Tilbury, 2002
- Rhampholeon nchisiensis (Loveridge, 1953)
- Rhampholeon nebulauctor Branch, Bayliss & Tolley, 2014
- Rhampholeon nicolai Menegon, Lyakurwa, Loader, & Tolley, 2022
- Rhampholeon platyceps Günther, 1893
- Rhampholeon princeeai Menegon, Lyakurwa, Loader, & Tolley, 2022
- Rhampholeon rubeho Menegon, Lyakurwa, Loader, & Tolley, 2022
- Rhampholeon sabini Menegon, Lyakurwa, Loader, & Tolley, 2022
- Rhampholeon spectrum (Buchholz, 1874)
- Rhampholeon spinosus (Matschie, 1892)
- Rhampholeon temporalis (Matschie, 1892)
- Rhampholeon tilburyi Branch, Bayliss & Tolley, 2014
- Rhampholeon uluguruensis Tilbury & Emmrich, 1996
- Rhampholeon viridis Mariaux & Tilbury, 2006
- Rhampholeon waynelotteri Menegon, Lyakurwa, Loader, & Tolley, 2022

## Етимологія
Наукова назва роду Rhampholeon походить від сполучення слів дав.-гр. ῥαμφος — дзьоб і λεων — лев.